# Elizabeth Taylorová (atletka)
Elizabeth Garner „Betty“ Taylorová, později Campbellová (22. února 1916 – 5. února 1977), byla kanadská atletka, která startovala na LOH 1936 v Berlíně. Narodila se v Ingersollu v Ontariu.
V roce 1936 získala bronzovou medaili v soutěži na 80 metrů překážek. Získala stříbrnou medaili na 80 metrů překážek v soutěži Empire Games 1934 na Světových hrách žen 1934.